# 克萊頓村 (密西西比州)
克萊頓村（英語：Clayton Village）是位於美國密西西比州奧克蒂比哈縣的非建制地區。

## 地理
克萊頓村所處的海拔為高於海平面80米（即262英呎），而該地所採用的時區為UTC-6，即北美中部時區（CST）。同時該地設有夏令時間，為UTC-6調快一小時，即UTC-5（CDT）。